# Matías Rojas
Matías Nicolás Rojas Romero (Asunción, 3 novembre 1995) è un calciatore paraguaiano, centrocampista dei Portland Timbers e della nazionale paraguaiana.

## Caratteristiche tecniche
È un trequartista dotato di grande tecnica individuale e di un potente e preciso tiro. È anche abile nel battere calci di punizione e calci piazzati.

## Carriera

### Cerro Porteño
Cresciuto nelle giovanili del Cerro Porteño, ha esordito l'8 marzo 2014 in occasione del match perso 1-0 contro il Nacional. Un anno più tardi realizza la prima rete tra i professionisti nella vittoria per tre reti a due contro il Dep. Capiatá. In totale disputa 34 gare ufficiali e realizza due reti.

### Prestito al Lanús
Nel gennaio del 2017 si trasferisce per sei mesi in prestito al Lanús, durante i quali disputa 18 partite, tra campionato, Coppa Libertadores e Copa Argentina e realizza solo una rete, in occasione della vittoria per 5-1 contro lo Sp. Barracas.

### Prestito al Defensa y Justicia
Nel 2018 si unisce in prestito al Defensa y Justicia. Debutta con i gialloverdi il 1º settembre 2018 in occasione della quarta giornata del campionato disputata contro il Belgrano, match nel quale realizza anche la sua prima rete. È uno dei protagonisti del gran campionato del club che termina secondo a sole 4 lunghezze dal Racing Club, mettendo a segno 10 reti e due assist in 22 partite.

### Racing Club
L'11 giugno 2019 si trasferisce a titolo definitivo al Racing Club.

## Statistiche

### Presenze e reti nei club
Statistiche aggiornate al 8 maggio 2025.
| Stagione             | Squadra              | Campionato           | Campionato | Campionato | Coppe nazionali | Coppe nazionali | Coppe nazionali | Coppe continentali | Coppe continentali | Coppe continentali | Altre coppe | Altre coppe | Altre coppe | Totale | Totale | Totale |
| Stagione             | Squadra              | Comp                 | Pres       | Reti       | Comp            | Pres            | Reti            | Comp               | Pres               | Reti               | Comp        | Pres        | Reti        | Pres   | Reti   |        |
| -------------------- | -------------------- | -------------------- | ---------- | ---------- | --------------- | --------------- | --------------- | ------------------ | ------------------ | ------------------ | ----------- | ----------- | ----------- | ------ | ------ | ------ |
| 2014                 | Cerro Porteño        | PD                   | 1          | 0          |                 | -               | -               |                    | -                  | -                  |             | -           | -           | 1      | 0      |        |
| 2015                 | Cerro Porteño        | PD                   | 19         | 2          |                 | -               | -               | CL                 | 0                  | 0                  |             | -           | -           | 19     | 2      |        |
| 2016                 | Cerro Porteño        | PD                   | 11         | 0          |                 | -               | -               | CL+CS              | 0+4                | 0                  |             | -           | -           | 15     | 0      |        |
| Totale Cerro Porteño | Totale Cerro Porteño | Totale Cerro Porteño | 31         | 2          |                 | -               | -               |                    | 4                  | 0                  |             | -           | -           | 35     | 2      |        |
| gen.-giu. 2017       | Lanús                | PD                   | 0          | 0          | CA              | 2               | 1               | CL                 | 7                  | 0                  |             | -           | -           | 9      | 1      |        |
| 2017-2018            | Lanús                | PD                   | 9          | 0          | CA              | 0               | 0               | CS                 | 0                  | 0                  |             | -           | -           | 9      | 0      |        |
| Totale Lanus         | Totale Lanus         | Totale Lanus         | 9          | 0          |                 | 2               | 1               |                    | 7                  | 0                  |             | -           | -           | 18     | 1      |        |
| 2018-2019            | Defensa y Justicia   | PD                   | 22         | 10         | CA              | 1               | 0               | CS                 | 2                  | 0                  | CS          | 2           | 0           | 27     | 10     |        |
| 2019-2020            | Racing Club          | PD                   | 22         | 1          | CA+CdL          | 1+3             | 0+2             | CL                 | 8                  | 1                  | CS+TC       | 1+1         | 2+2         | 36     | 8      |        |
| 2021                 | Racing Club          | PD                   | 14         | 1          | CA+CdL+CdL      | 3+2+13          | 1+1+0           | CL                 | 4                  | 0                  | SA          | 1           | 0           | 37     | 3      |        |
| 2022                 | Racing Club          | PD                   | 17         | 5          | CA+CdL          | 1+12            | 0+1             | CS                 | 3                  | 0                  | TC          | 2           | 1           | 35     | 7      |        |
| gen.-giu. 2023       | Racing Club          | PD                   | 14         | 6          | CA+CdL          | 1+0             | 0+0             | CL                 | 3                  | 3                  | SI          | 0           | 0           | 18     | 9      |        |
| Totale Racing Club   | Totale Racing Club   | Totale Racing Club   | 67         | 13         |                 | 36              | 5               |                    | 18                 | 4                  |             | 5           | 5           | 126    | 27     |        |
| 2023                 | Corinthians          | A                    | 15         | 0          | CB              | 2               | 0               | CS                 | 3                  | 0                  |             | -           | -           | 20     | 0      |        |
| gen.-mar. 2024       | Corinthians          | A1/SP+A              | 9+0        | 0+0        | CB              | 1               | 0               | CS                 | 0                  | 0                  |             | -           | -           | 10     | 0      |        |
| Totale Corinthians   | Totale Corinthians   | Totale Corinthians   | 9+15       | 0+0        |                 | 3               | 0               |                    | 3                  | 0                  |             | -           | -           | 30     | 0      |        |
| 2024                 | Inter Miami          | MLS                  | 14+2       | 2+1        | USOC            | 0               | 0               | CCC                | -                  | -                  | LC          | 4           | 4           | 20     | 7      |        |
| gen.-ago. 2025       | River Plate          | PD                   | 5          | 1          | CA              | 0               | 0               | CL                 | 2                  | 0                  | SI+CmC      | 1+0         | 0           | 8      | 1      |        |
| Totale carriera      | Totale carriera      | Totale carriera      | 172        | 29         |                 | 42              | 6               |                    | 36                 | 4                  |             | 12          | 9           | 264    | 48     |        |

### Cronologia presenze e reti in nazionale
| Cronologia completa delle presenze e delle reti in nazionale ― Scozia | Cronologia completa delle presenze e delle reti in nazionale ― Scozia | Cronologia completa delle presenze e delle reti in nazionale ― Scozia | Cronologia completa delle presenze e delle reti in nazionale ― Scozia | Cronologia completa delle presenze e delle reti in nazionale ― Scozia | Cronologia completa delle presenze e delle reti in nazionale ― Scozia | Cronologia completa delle presenze e delle reti in nazionale ― Scozia | Cronologia completa delle presenze e delle reti in nazionale ― Scozia |
| Data                                                                  | Città                                                                 | In casa                                                               | Risultato                                                             | Ospiti                                                                | Competizione                                                          | Reti                                                                  | Note                                                                  |
| --------------------------------------------------------------------- | --------------------------------------------------------------------- | --------------------------------------------------------------------- | --------------------------------------------------------------------- | --------------------------------------------------------------------- | --------------------------------------------------------------------- | --------------------------------------------------------------------- | --------------------------------------------------------------------- |
| 23-3-2019                                                             | Harrison                                                              | Perù                                                                  | 1 – 0                                                                 | Paraguay                                                              | Amichevole                                                            | -                                                                     | 66’                                                                   |
| 27-3-2019                                                             | San Jose                                                              | Messico                                                               | 4 – 2                                                                 | Paraguay                                                              | Amichevole                                                            | -                                                                     | 56’                                                                   |
| 6-6-2019                                                              | Ciudad del Este                                                       | Paraguay                                                              | 1 – 1                                                                 | Honduras                                                              | Amichevole                                                            | -                                                                     | 70’                                                                   |
| 19-6-2019                                                             | Belo Horizonte                                                        | Argentina                                                             | 1 – 1                                                                 | Paraguay                                                              | Coppa America 2019 - 1º turno                                         | -                                                                     |                                                                       |
| 23-6-2019                                                             | Salvador                                                              | Colombia                                                              | 1 – 0                                                                 | Paraguay                                                              | Coppa America 2019 - 1º turno                                         | -                                                                     | 46’                                                                   |
| 14-11-2019                                                            | Sofia                                                                 | Bulgaria                                                              | 0 – 1                                                                 | Paraguay                                                              | Amichevole                                                            | -                                                                     | 89’                                                                   |
| 19-11-2019                                                            | Riyadh                                                                | Arabia Saudita                                                        | 0 – 0                                                                 | Paraguay                                                              | Amichevole                                                            | -                                                                     | 67’                                                                   |
| 18-11-2020                                                            | Asunción                                                              | Paraguay                                                              | 2 – 2                                                                 | Bolivia                                                               | Qual. Mondiali 2022                                                   | -                                                                     | 28’ 90’                                                               |
| 12-11-2021                                                            | Asunción                                                              | Paraguay                                                              | 0 – 1                                                                 | Cile                                                                  | Qual. Mondiali 2022                                                   | -                                                                     |                                                                       |
| 17-11-2021                                                            | Barranquilla                                                          | Colombia                                                              | 0 – 0                                                                 | Paraguay                                                              | Qual. Mondiali 2022                                                   | -                                                                     | 55’                                                                   |
| 28-1-2022                                                             | Asunción                                                              | Paraguay                                                              | 0 – 1                                                                 | Uruguay                                                               | Qual. Mondiali 2022                                                   | -                                                                     | 59’ 64’                                                               |
| 17-11-2022                                                            | Lima                                                                  | Perù                                                                  | 1 – 0                                                                 | Paraguay                                                              | Amichevole                                                            | -                                                                     | 46’                                                                   |
| 20-11-2022                                                            | Fort Lauderdale                                                       | Colombia                                                              | 2 – 0                                                                 | Paraguay                                                              | Amichevole                                                            | -                                                                     | 63’                                                                   |
| 28-3-2023                                                             | Santiago del Cile                                                     | Cile                                                                  | 3 – 2                                                                 | Paraguay                                                              | Amichevole                                                            | 1                                                                     | 27’ 78’                                                               |
| 18-6-2023                                                             | Asunción                                                              | Paraguay                                                              | 1 – 0                                                                 | Nicaragua                                                             | Amichevole                                                            | -                                                                     | 60’                                                                   |
| 8-9-2023                                                              | Asunción                                                              | Paraguay                                                              | 0 – 0                                                                 | Perù                                                                  | Qual. Mondiali 2026                                                   | -                                                                     | 88’                                                                   |
| 17-11-2023                                                            | Santiago del Cile                                                     | Cile                                                                  | 0 – 0                                                                 | Paraguay                                                              | Qual. Mondiali 2026                                                   | -                                                                     | 78’ 85’                                                               |
| 22-11-2023                                                            | Asunción                                                              | Paraguay                                                              | 0 – 1                                                                 | Colombia                                                              | Qual. Mondiali 2026                                                   | -                                                                     | 46’                                                                   |
| 8-6-2024                                                              | Lima                                                                  | Perù                                                                  | 0 – 0                                                                 | Paraguay                                                              | Amichevole                                                            | -                                                                     | 79’                                                                   |
| 17-06-2024                                                            | Panama City                                                           | Panama                                                                | 0 – 1                                                                 | Paraguay                                                              | Amichevole                                                            | -                                                                     | 81’                                                                   |
| 24-6-2024                                                             | Houston                                                               | Colombia                                                              | 2 – 1                                                                 | Paraguay                                                              | Coppa America 2024 - 1º turno                                         | -                                                                     | 89’                                                                   |
| Totale                                                                |                                                                       | Presenze                                                              | 21                                                                    |                                                                       | Reti                                                                  | 1                                                                     |                                                                       |

## Palmarès
- Trofeo de Campeones de la Superliga Argentina: 1

Racing Club: 2019
- MLS Supporters' Shield: 1

Inter Miami: 2024